# Cuadrilla de Salvatierra
Die Comarca Cuadrilla de Salvatierra ist eine der sieben Comarcas in der Provinz Álava.
Die im Nordosten der Provinz gelegene Comarca umfasst 8 Gemeinden auf einer Fläche von 396,99 km².

## Gemeinden
| Gemeinde                         | Einwohner (2024) | Fläche km² | Dichte Einw./km² | Cod INE | Postleitzahl        |
| -------------------------------- | ---------------- | ---------- | ---------------- | ------- | ------------------- |
| Agurain                          | 5.155            | 37,77      | 136              | 01051   | 01200, 01207        |
| Alegría-Dulantzi                 | 2.971            | 19,95      | 149              | 01001   | 01240               |
| Asparrena                        | 1.611            | 65,18      | 25               | 01009   | 01208, 01250        |
| Barrundia                        | 879              | 97,43      | 9                | 01013   | 01206               |
| Elburgo/Burgelu                  | 642              | 32,09      | 20               | 01021   | 01192               |
| Iruraiz-Gauna                    | 553              | 47,13      | 12               | 01027   | 01193, 01206, 01207 |
| San Millán/Donemiliaga           | 720              | 85,41      | 8                | 01053   | 01208               |
| Zalduondo                        | 194              | 12,03      | 16               | 01061   | 01208               |
| Comarca Cuadrilla de Salvatierra | 12.725           | 396,99     | 32               | –       | –                   |